# Elizabet Codner
Elizabet Codner, född Harris 1824, död 1919, var en brittisk psalmförfattare och prästfru i England. Hon var verksam i socialt arbete.

## Psalmer
- Gud jag vet att du kan sända skurar av välsignelse (nr. 458 i Frälsningsarméns sångbok 1990) Översatt av Erik Nyström.
- Gud, jag hör, hur torra länder (nr 399 i Svenska Missionsförbundets sångbok 1920). Översatt av Erik Nyström.